# Шоколадна ковбаса
Шоколадна ковбаска (англ. Chocolate salami) — це італійський і португальський десерт, який готується з какао, поламаного печива, вершкового масла та інколи алкоголю, такого як портвейн або ром. Десерт став популярним у Європі та інших країнах, часто втрачаючи алкоголь як інгредієнт.

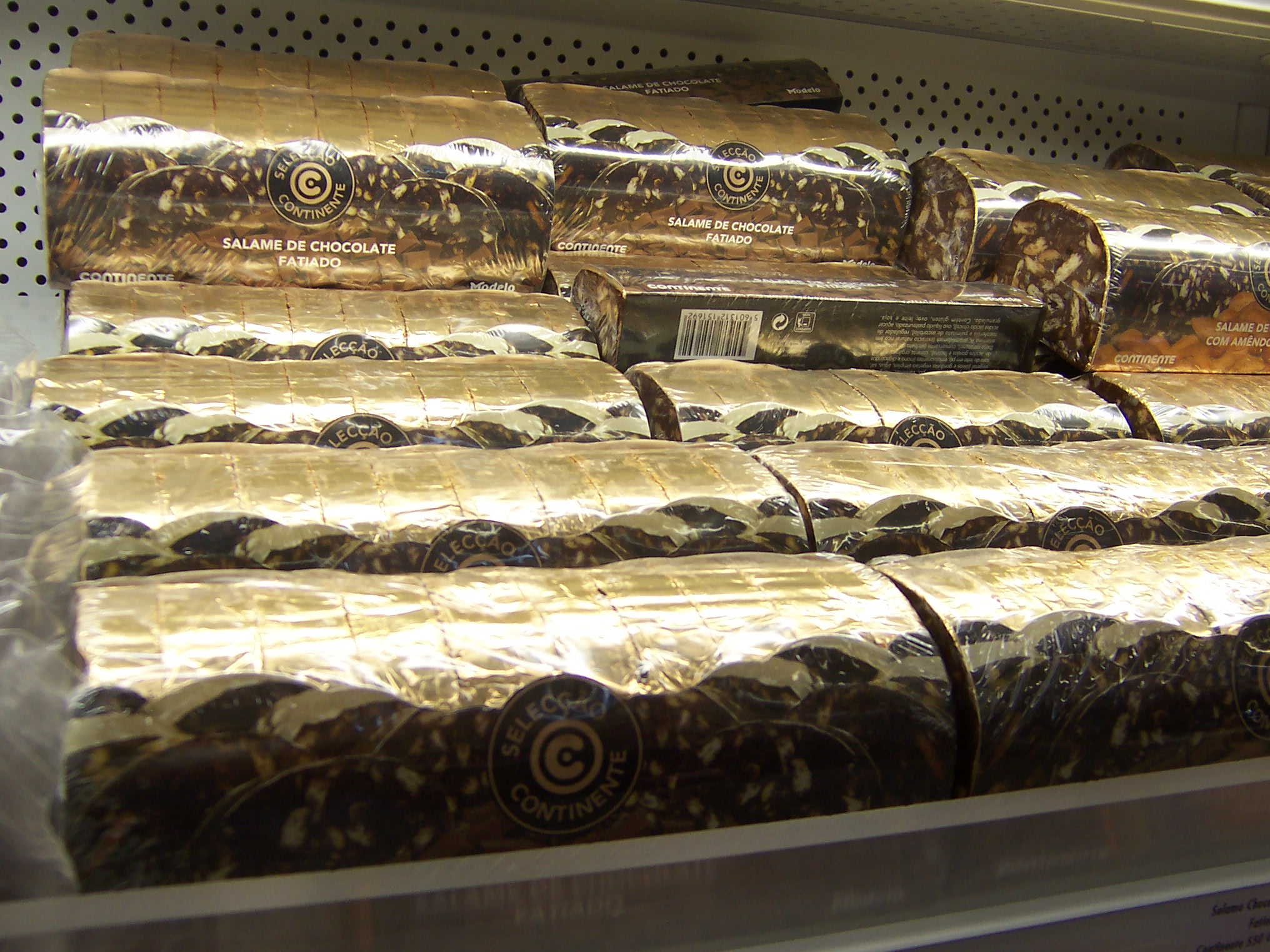
Упакована шоколадна салямі в супермаркеті в Еворі, Португалія

Шоколадна ковбаса (салямі) не є м'ясним продуктом. Назва ковбаса походить від зовнішньої схожості. Як і ковбаса, шоколадна ковбаса формується у вигляді довгого циліндра і нарізається на диски для подачі. Ці диски являють собою коричневу, шоколадну матрицю (як червоне м'ясо ковбаси, салямі), приправлену яскравими шматочками печива (як білі плями жиру в салямі). Деякі сорти також містять подрібнені горіхи, такі як мигдаль або фундук, і можуть мати форму цукерок трюфелів.

## Міжнародні варіації

### Азії
У Палестині та Йорданії він відомий як ليزي كيك (лінивий торт), який зазвичай готують з печивом Марі.
У Сирії він відомий як سوكسية (Soukseh), і зазвичай готується або з волоськими горіхами, або з фісташками.

### Європа
У Греції шоколадну ковбасу називають mosaiko (мозаїка) або kormos (стовбур).
У Болгарії він відомий як Сладък Салам (що означає «Солодкий салямі»), використовуються волоські горіхи.
На Кіпрі він відомий як Doukissa (торт Герцогині).
У Данії він відомий як kiksekage (кейк з печива).
В Естонії він відомий як Kirjukoer (барвистий собака), який зазвичай готується з какао-порошку, масла, подрібненого печива та кубиків желе (marmelaad).
У Німеччині він відомий як Kalte Schnauze (холодна морда) або Kalter Hund (холодний собака).
В Угорщині він відомий під багатьма назвами, наприклад Keksz rolád (рулет з печива), Pöttyöske (крапчастий) або Keksz tekercs (розкатане печиво).
В Італії його називають salame al cioccolato (шоколадна салямі) або, особливо на Сицилії, salami turcu (турецька салямі).
У Литві подібний десерт називається tinginys (буквально «лінивий»), який готується з какао, поламаного печива, згущеного молока і масла, а іноді і горіхів, однак існують альтернативні рецепти під такою ж назвою страви.
У Нідерландах подібний десерт називають arretjescake.
У Польщі подібний десерт називають blok czekoladowy (шоколадний блок).
У Португалії це називається salame de chocolate (шоколадна салямі) і зазвичай виготовляється з печива Марі.
У Румунії його називають salam de biscuiți (салямі з печива), і воно могло виникнути в 1970-х або 1980-х роках у комуністичну еру, можливо, в результаті нестачі їжі.
В Україні шоколадну ковбасу іноді готують з волоськими горіхами.
У Туреччині десерт називають mozaik pasta (мозаїчний кейк).

### Південна Америка

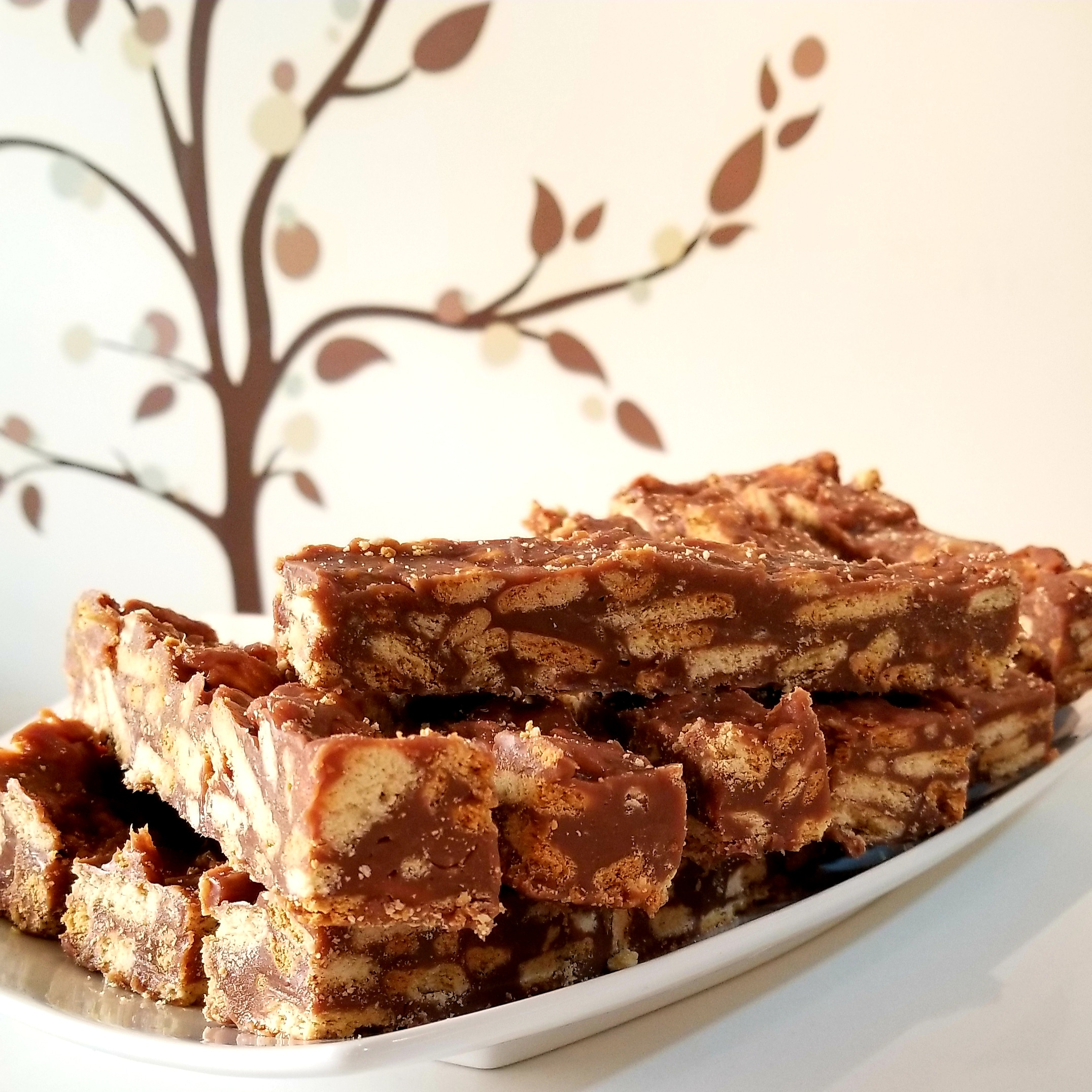
Бразильська palha italiana

У Бразилії він відомий як palha italiana (буквально «італійська соломка», хоч і не схожа на соломку). Зазвичай його готують подібно до бригадейру, зі шматочками печива всередині.
В Уругваї його називають salchichón de chocolate (шоколадна ковбаска).
Подібним чином, в Аргентині його називають salame de chocolate (шоколадна салямі, ближче до італійської назви).